# Nimravinae
Nimravinae — підродина німравідів, вимерлої родини котовидих ссавців. Вони жили в Північній Америці, Європі й Азії від середнього еоцену до пізнього міоцену, та охоплюють приблизно 33,2 мільйона років. Були зосереджені в Північній Америці.